# Hadsunds historie
Hadsund har siden 1100-tallet været benyttet som et overfartssted over Mariager Fjord. Her slog vejen fra Hobro langs fjordens nordkyst et slag helt ned til vandkanten ved Sundhusene og færgegården og fortsatte derfra videre nordpå mod Aalborg. Men det var først med ændringerne i landbrugets struktur i årtierne omkring år 1800, at der blev behov for mere end et færgested ved Hadsund.
Med landbrugsreformernes omlægning af landbruget voksede produktionen, og behovet for handel, der dengang var forbeholdt købstæderne, fulgte med. Det var også tilfældet i det sydøstlige Himmerland, men herfra var der uforholdsmæssigt langt til nærmeste købstad. Ad datidens veje var afstanden til Aalborg 53 km. og 45 km. til Hobro. et besøg i købstaden krævede flere dages rejse, og det stod hurtigt klart for lokalbefolkningen, at der var behov for en ny by, der kunne udfylde tomrummet. Fra 1. december 1854 blev det gamle færgested derfor gradvist til Hadsund.
I 1883 blev der jernbaneforbindelse til Randers og 1900 også til Aalborg. I 1904 fik byen sin længe ønskede broforbindelse, så den sydlige del af landet nu kunne køre over den smalle Mariager Fjord. I 1911 blev en realskole etableret, og i 1914 blev en Teknisk Skole også etableret. Efter flere års arbejde lykkedes det i 1919 at få politiet til Hadsund, ved indvielse af Hadsund Politigård den 1. november 1919. I 1937 blev Hadsund en selvstændig kommune, oprettet ved udskillelse af Vive og Skelund-Visborg Sognekommuner. I 1968 blev byens nye rådhus indviet. I 1976 blev den nye Hadsundbro indviet af Dronning Margrethe II.

## Indtil 1700
Hadsunds oprindelse fortaber sig i middelalderen. Stednavnet optræder første gang i 1400-tallet (3. september 1467 Haddeswnth, 11. januar 1468 Hadesundt, Haddersund, 21. januar 1468 Hadissundt). Navnet har sikkert oprindeligt betegnet farvandet og senere den bebyggelse, der både nord og syd for dette voksede frem. Bebyggelsens fremkomst kan dels skyldes behovet for en overfart mellem Himmerland og egnene syd for Mariager Fjord, dels muligheden for fiskeri i fjorden.
Det ældste spor af mennesker ved Hadsund stammer fra jernalderen i form af en fuldstændig bevaret gravhøj beliggende lige øst for Hadsund KulturCenter i en privat baghave. Gravhøjen stammer fra omkring 250000 f.Kr. og blev fredet i 1937.
Lige nord for den gamle færgegård i Vestergade, på bakkeskråningen, er er fundet en grav fra perioden mellem år 175-374. 100 meter længere mod nord i en tidligere grusgrav fandtes et bearbejdet flintstykke fra 250000 - 1701 f.Kr..
Hadsund færgested bestod i 1682 af 3 gårde og 3 huse med jord. Det dyrkede areal udgjorde 56,3 tdr. land, skyldsat til 6,99 tdr. hartkorn. Dyrkningsformen var græsmarksbrug.

## 1700 - 1854
Hadsunds opkomst som ladeplads skyldes hovedgården Dalsgaard. Erik Pontoppidan oplyser i Den Danske Atlas fra 1769: "Til Gaarden er frie Udskibnings Rettighed i Mariager-Fiord ved 4. Ladepladser, hvorfor Eieren af vedkommende nyder Betaling, ved den ene Lade-Plads Hadsund er en Skibsbroe, hvortil Skibene kan ligge og lade og losse."
Hadsund blev i 1700 til 1800 kaldt Sundhusene som er en forkortelse at Sundskovhusene. Det drejede sig om seks ejendomme i beliggende Visborg Sogn, hvoraf nogle var små gårde. Færgegården i Vive Sogn var beliggende ved overfarten blev næppe regnet med til Sundskovhusene, men var en alene liggende ejendom, der i ældre tid bar navnet Ladestedet Hadsund. Da færgeriet blev knyttet til stedet, blev navnet ændret (det flyttede fra Hadsund Syd til Hadsund).
Da der i 1850 begynder en udvikling af bebyggelsen nær færgegården, breder betegnelsen Hadsund sig til bebyggelsen i både Vive og Visborg sogn, og betegnelsen Sundhusene gik hurtigt ud af brug og man begyndte at omtale disse huse og gårde som Hadsund Husene ligesom man med bebyggelsen syd for fjorden. Det er muligt, at Hadsund Husene senere er blevet brugt til de huse i den nordlige del af Hadsund altså bydelen Hadsund Huse eller er det en mistolkning eller omskrivning af det gamle navn Sundhusene.
Hadsund havde i 1801 9 indbyggere, i 1840 7 indbyggere, i 1860 170 indbyggere, i 1870 186 indbyggere, i 1880 281 indbyggere.

### Færgeriet
Havde oprindeligt hjemsted på sydsiden af fjorden indtil 1772, hvor meget af det blev flyttet på fjordens nordside til Hadsund. Men først i 1802 blev hele færgeprivilegiet endeligt samlet på nordsiden. Først 1904 blev færgeriet erstattet af en fast broforbindelse mellem Hadsund og Hadsund Syd.
Det er ikke muligt at drage sikre slutninger ud fra de foreliggende data om, hvornår og hvorfor privilegiet flyttede fra Hadsund Syd til Hadsund i sidste del af 1700-årene.
Der synes ingen tvivl om, at færgeprivilegiet var knyttet til sydsiden af fjorden i 1600-tallet, og her boede færgemændene også. Ved Hadsund Syd var der tre-fire huse, hvor tolderen boede i et færgemanden med privilegiet i et andet. Ejeren af stedet var i mange år Havnø gods. Derimod synes toldkontrolløren ikke altid at have haft en bolig ved Hadsund Syd. Endnu i 1714 ligger ejerskabet til færgemandens sted under Havnø, mens færgemanden har privilegiet.
I 1734 angives færgestedet at være ejendom under Overgård.
Hans Aagersen er med sikkerhed beboer i Hadsund Syd i 1765, 1766 og 1767. Den 19. oktober 1765 blev han gikt med Kristen Christians datter. Familien flyttede i 1768 eller 1769 til færggestedet og kroen i Hadsund, hvor han bliver kro- og færgemand.
På et eller andet tidspunkt må ejerforholdet til færgestedet med privilegium have skiftet og være delt mellem to ejere, så tolder Rasmus Greve i 1765 kan sælge færgestedet i Hadsund Syd og det helve færgeløb til toldkontrollør Michael Quortrup, og Mads Thygesen på Dalsgård i 1769 kan sælge færgestedet i Hadsund Nord og det (andet) halve færgeløb til Michael Quortrup, som nu er ejer af færgestæderne på begge sider af fjorden og hele færgeprivilegiet. Ifølge en udskrift angår dette salg i 1769, og han indtræder i toldkontrollørstillingen i marts 1770 ved Niels Jørgensen Lassens død, en stilling han i 1763 fik bevilling til at indtage. Han bor i Hadsund Syd til 1780 efter sin afsked i 1781. Toldstedet skal være flyttet til Mariager den 17. august 1780, så det kan være den direkte grund til, at Michael Quortrup flytter til Hadsund med sin familie. Færgeriet var nok mere indbringende end kontrollørstillingen. Han bevarer dog kontrollørbetegnelsen til sin død.
I 1784 får Christen Wedersøe bevilling til at holde værtshus ved de rejsende ved Hadsund Syd foruden at han får skøde på færgestedet og færgeprivilegiet fra sælgeren Michael Quortrup. Christen Wedersøe er kun Hadsund få år til april 1788 og står i november 1787 (folketællingen) som selvejer og færgemand. Christen Wedersøe omtales både som kromand og færgemand og altid i høflig form. Omgangskredsen er mest ejere Åmølle, Revsbæk og Quortrup.
I juli 1788 sælger Wedersøe færgestedet med privilegeret færgeløb og krohold til Peder Nielsen, som fremover kun benævnes kromand. Peder Nilesen havde siden 1781 været kromand i Rostrup, hvorfra han kommer til Hadsund. I Hadsund Nord har Søren Andersen senest i 1779 afløst Hans Aagesen som krovært og han er der i 1782. Stedet havde bevilling som værtshus for de rejsende fra 1766. Som ejer fik Neils Møller på Dalsgård denne bevilling. Han fik også bevilling til krohold i Vive.
I februar 1781 overdrages denne krobevilling til Michael Quortrup, der i mellemtiden er blevet ejer af stedet.
Formentlig er der tale om et hus med jord, som tilbage i tiden var forpagtet ud til bestyrere ladepladsen Hadsund i dets velmagtsdage i 1600-tallet og indtil omkring 1740, hvor historien taber sig i tågen i 25 år.
Skødet til Wedsted i 1797 må indeholde en bemærkning om privilegiet.
En anden uopklaret historie er beliggenheden af Hadsund Toldsted. Ved dets salg i 1782 på auktion til Johan August består det af to huse begge på 12 fag, nemlig det gamle toldsted bygget i egebindingsværk og et næsten nyt hus, som tolder Rasmus Greve må have bygget. Desuden blev han ejer af det hus, som enken efter tolder Christian Serverin havde boet i. Toldboden var forsinket i brandkassen for 490 rigsdaler.
Haderup bliver først udskiftet i 1802, og selv om bygningerne stadig skulle have eksisteret ved den tid, vil de næppe være omtalt i udskiftningsdokomenterne på en genkendelig måde. Desværre vides der ikke andet om Johan August, end at han er skipper og tilsyneladende har forbindelse til Hobro. Pengene til købet låner han hos købmanden i Mellerup. Den 23. marts 1783 bliver skipper Johan Augusts hustru begravet efter sin død 38 år gammel ved Hadsund. Johan August haraltsp boet i huset i mindst nogle måneder. i 1787
Hadsund Syd bestod i sidste del af 1700-tallet sandsynligvis af færgestedet og 6 spredtliggende huse formentlig alle med et større eller mindre jordtilliggende, om 6 huse først får ved udskiftningen af Haderup i 1802 vides ikke, men siden forandrer sig ikke første årtier af 1800-tallet.

## Markedsbyen (1854-1910)
Hadsund blev officielt grundlagt i 1854, da byen modtog handelspladsprivilegier. Før dette havde der kun været et færgested med tilladelse til at holde marked på begge sider af fjorden. Udviklingen skete hurtigt: hurtigt kom der flere købmandsgarde med pakhuse, og Sophus Gjerløff fik opmålt sin jord og lavet en udparcelleringsplan for 106 byggegrunde. Imidlertid oplevede købmændene et tilbageslag, da en finanskrise udbrød i 1857, hvorved tre af de fire handelshuse gik konkurs. Men byen kom sig. I en topografisk beskrivelse fra 1859 beskrives Handsund således:
Ved Hadsunds Færgested er ifølge Bevilling af 1ste Decbr. 1854 oprettet en Filial-Handelsplads for Mariager og Hobro, hvorved Offer og Accidentser er i betydelig Tilvækst.
I 1861 blev en trafikhavn anlagt, i 1864 fik Hadsund en ny forening, Hadsund Håndværkerforening. Den fik en stor betydning for byen, og i 1883 åbnede der jernbaneforbindelse til Randers, og i 1898 fik byen sin længe ønskede kirke. I 1900 fik Hadsund også jernbaneforbindelse til Aalborg. Hadsund havde to jernbanestationer, henholdsvis Hadsund Nord Station, der lå inde i selve byen, og Hadsund Syd Station, der fortsat findes i Hadsund Syd på den anden side af Mariager Fjord. Hadsund Nord Station blev revet ned i 1985. Banen blev nedlagt den 31. marts 1969. Hadsund blev i jernbanens tid også kaldt Hadsund Nord, fordi den nordlige station lå her.
I 1875 blev forholdene beskrevet således: "Hadsund Færgegaard, hvorved er beliggende flere Kjøbmandsgaarde og Pakhuse, og hvorfra er Færgefart til Hadsund Kro på den sydlige Side af Fjorden".
Omkring århundredeskiftet (1900) blev Hadsund beskrevet således:
Flækken og Ladepladsen Hadsund (gml. Form: Haddersund), ved Fjorden og Grænsen af Vive Sogn — 1/2 1890 med 110 Huse og 701 Indb. (deraf 21 og 145 i Vive Sogn); 1801: 9, 1840: 7, 1860: 170, 1880: 281 Indb. —, med Kirke, Skole, Realskole (opf. 1896), Missionshus (opf. 1900), Filial af Terndrup Apotek, Lægebolig, Sparekasse (opr. 1/9 1884; 31/3 1898 var Sparernes Tilgodehav. 132,682 Kr., Rentef. 4 pCt., Reservef. 10,350 Kr., Antal af Konti 701), Fællesmejeri, Svineslagteri, Maskinfabrik, Savværk, Mineralvandsfabrik, Ølbryggeri, Vandværk, Købmandsforretninger, Haandværkere, Markedsplads (Marked i Apr., Maj, Sept. og Okt.), Gæstgiveri, Havn (anl. omtr. 1860, ved Brohovedet 10 F. Vand), Lods-, Toldassistent- og Dampskibsstation, Færgefart til det lige overfor liggende Søndre-Hadsund (Hadsundhuse), Jernbanestation, Endepunkt for Aalborg-Hadsund Banen, Telegraf- og Telefonstation samt Postkontor.
Siden 1904 har der været bro over Mariager Fjord ved Hadsund, tidligere var der overfartssted. Overfartsstedet er baggrunden for, at der voksede en by op præcis på dette sted. Mariager Fjord er en vandfyldt tunneldal, der skiller Himmerland fra Ommersyssel. Fra gammel tid tog man over Hobro, når man skulle til Aalborg fra Randers eller omvendt. Den nuværende bro blev indviet i 1976.
Det faktum, at Hobro lang tid tilbage var købstad, gav anledning til, at meget trafik gik gennem denne by. Men der var også behov for en transportvej ned gennem det østlige Himmerland og videre sydpå mod Randers. Det var i denne forbindelse naturligt at søge at passere Mariager Fjord på det smalleste sted, og det var netop Hadsund. Jernbanebroen fra 1904 blev efterhånden for gammel og upraktisk på grund af den ensporede vej, og i 1976 blev den erstattet af en ny bro.

## Stationsbyen (1910-1940)
Byens nye folkeskole i Kirkegade blev indviet i 1911, nu havde byen næsten opnået alt som kunne ønskes i første omgang: skole, kirke, jernbane, bro, telefonstation, apotek, posthus, læger, jordemoder, vandværk, og el-værk. Hertil kom de tidligere industrier: mejeri, slagteri Hornbechs Fabrikker, øl-bryggeri m.fl.
Hadsund led stadig af to alvorlige mangler, byens kirke var annekskirke i Visborg Sogn, og byen var således ikke et samlet selvstændigt sogn, men stadig delt i Vive og Visborg Sogne. Det samme gjorde sig gældende, når det gjaldt kommunegrænsen. Byen var stadig delt mellem Vive og Skelund/Visborg Sognekommuner, til stor gene for den daglige administration af byen.
I 1914 blev Hadsund Teknisk Skole etableret, i 1919 blev politigården indviet, og i 1922-23: blev Storegade brostensbelagt. Hadsund fik herefter karakter af en rigtig by. I 1926 blev der oprettet en boldklub - Hadsund Boldklub, og 1937 blev byens fiskerihavn indviet.
I november 1931 blev der fortaget en afstemning om hvorvidt beboere i Hadsund ønskede en selvstændig Hadsund Kommune oprettet ved udskillelse af Vive og Skelund-Visborg Sognekommuner. Denne afstemning fik et negativt udfald, der var ikke flertal for at oprette en selvstændig Hadsund Kommune.
Men først 6 år efter den 29. januar 1937 blev der igen fortaget en afstemning, med denne afstemning blev det enlig besluttet at danne Hadsund Kommune ved en sammenlægning af Vive og Skelund-Visborg Sognekommuner. Den 31. marts 1937 holdt Hadsund Kommune sit første møde.  Der blev der givet et forslag om at købe en ejendom i Hadsund, som kunne bruges som rådhusbygning. Man vedtog at købe bygningen, og indrette den som kommunal administrationsbygning for kommunen.
I december 1937 vedtog men et byvåben for Hadsund. Byvåbenet blev i kommunens forhandlingsprotokol beskrevet på følgerne måde:
Vaabnet består af et Skjold hvori findes to Brobuer, fire Bølgelinier en Halvmånen og en Stjerne. De to Brobuer symboliserer, at der er slået Bro mellem to Kommuner, nemlig Skelund-Visborg Kommune og Vive Kommune.
De fire Bølgelinier symboliserer Kommunens 4 Kirkesogne nemlig Skelund, Visborg, Vive og Hadsund. Halvmånen efter Nytænding symboliserer nydannelsen og Stjernen symboliserer ønsket om en lys Fremtid.
I Seglets omkrands er indgraveret i 1937 for at tilsfæste Kommunens Skabelse.
Byvåbenet blev tegnet af Lind Madsen. Byvåbnet viser den gamle jernbanebro. De to dele symboliserer de to tidligere kommuner. De fire bølger er symbolet på de fire landsbyer, som lå i den daværende Hadsund Kommune, nemlig Skelund, Visborg, Vive og Hadsund. Den halvmåneformet, der vises i byvåbenets top, symboliserer den nye kommune, og stjernen er symbolet på levealderen. Den gamle bro med de klassiske buer af stål blev aldrig ændret i byvåbnet.
I perioden 1910-1940 steg indbyggertallet i Hadsund fra 1.533 til 2.846, det vil sige en tilvækst på cirka 1.300 indbyggere.

## Besættelsen (1940-1945)
Den 10. april 1940 lød den første luftalarm. Sirenen på Hadsund Banks tag lød første gang kl. 2.30. Men allerede tre minutter efter kl. 2.45 lød sirenen igen. Denne gang måtte alle borgerne forblive i kældrene til kl. 04.00. Det viste sig hurtigt at sirenen høje placering ikke var i stand til at dække hele byen, og der blev derfor anskaffet en sirene mere, som blev placeret ved Hadsund Mølle på Møllebakken nord for Hadsund Kirke.
Da tyskerne besatte Hadsund, beslaglagde de "Villa Pax" på hjørnet af Strandvej og Havnegade, der blev hovedkvarter for et lille marinekommando under hele krigen.
Et af de steder i Hadsund, hvor tyskerne besættelse først gav sig synlige udsagn var hos brøndborer Chr. Jensen i Kirkegade, hvor flaget i mands minde altid havde været hejst den 20. april for at markere brøndborerens fødselsdag. Da datoen var sammenfaldende med Adolf Hitler fødselsdag, undlod Chr. Jensen fra 1940 at hejse Dannebrog.
Besættelsen ramte Hadsund på samme måde som alle byer i Danmark. Der blev straks dekreteret mørkelægning, ag al gadebelysning blev slukket. Det gav dog ingen problemer i de første par måneder med de lyse nætter, men galt blev det i den første den af vinteren , da de normale pærer blev udskiftet med 15 watts pærer, som blev overtrukket med blå maling.
Besættelsen satte også sit præg på julen. Håndværkerforeningens formand, William Jensen, meddelte, at foreningen som hidtil ville sætte juletræ på Torvet, men indtil videre måtte det undvære julelysene.
Selvom Hadsund ikke med det samme fik en dominerende tysk garnisonering, satte besættelsen sit præg på byen. Tyskernes særprægede form for charmeoffensiver ved lejlighedsvis at lade et kompagni marchere syngende gennem byen og ved at arrangere koncert af et militært musikkorps på Torvet, fik den modsatte virkning, for denne form for markering af besættelsen var med til at styrke det nationale sammenhold og denne grobund for aktioner vendt med besættelsesmagten.
I Hadsund udløses befrielsensbudskabet i BBC den 4. maj 1945 om aftenen samme tid begejstring som i resten af landet. De illegale grupper blev alarmeret og bevæbnet og rykkede ud ved daggry den 5. maj i hele egnen for at anholde landssvigerne. De anholdte i lokalområdet blev bragt til realskolen i Hadsund og senere til salen på Møllers Hotel på Storegade.

## Industribyen (1960-1990)
I 1960 blev Hadsund beskrevet således:
Hadsund ladeplads (1467 Haddeswnth) med kirke, præstebol, kommuneskole, (oprettet 1878, ny bygning 1911 arkitekt F. Skøt), realskole, (opført 1896, privat til 1936, derefter kommunal), i forbindelse med kommune- pg realskolen opførtes ny skole i 1952 (med dekoration af Robert Risager), teknisk skole (opført 1915, arkitekt Skøt), folkebibliotek (oprettet 1911; 10.300 bd.), missionshus (Tabor, opført 1900), kommunekontor (opført 1937), politistation (oprettet 1919), apotek (opført 1906), alderdomshjem (oprettet 1905, ny bygning 1940), Falcks Redningskorps, stadion (opført 1943), markedsplads, hotel, afholdshotel, restaurant, skovpavillon, cafeteria, Hadsund Diskontobank (filial af Aalborg Diskontobank), Hadsund og Omegns Sparekasse (oprettet 1885; indskuddene 31/3 1960: 11,4 million DKK, reserverne 910.000 DKK; H og Omegns Sparekasse 1885-1935. 1935.) andelsmejeri (oprettet 1892, indtil 1916 fællesmejeri), bryggeri og mineralvandsfabrik, cigarfabrik, kridtslemmeri, betonvarefabrik, cementstøberi, frugtsaftfabrik, (med frugtplantage i byens omegn), savværk, trævarefabrik, tømmerhandel, bogtrykkeri (Hadsund Folkeblad), mørteværk, svineslagteri, eksportslagteri, maskinstation, jernbanestation (endestation for Randers-Hadsund banen, oprettet i 1883, og Aalborg-Hadsund banen, oprettet 1900), den sidstnævnte er ført over fjorden til Sdr. Hadsund ved den 260 m lange svingbro), rutebilstation, postekspedition, telefoncentral, havn med dampskibsekps. (D.F.D.S), lodsstat., toldkontrol og skibsbyggeri og (længere mod øst) fiskerihavnen med fiskeeksportforretning (fiskerihavnen bygget 1937, trafikhavnen udvidet 1953).
I 1970 bliver Hadsund et egnscenter efter Kommunalreformen i 1970. Det betød store omvæltninger for mange af de gamle sognekommuner. For Hadsund betød det at Als Kommune blev sammenlagt med Hadsund Kommune (1937-1970) og en lille del af Falslev-Vindblæs Kommune. Den nye kommune havde 9.500 indbyggere.
I slutningen af 1960'erne var indbyggertallet i Hadsund Kommune begyndt at falde. En forklaring var, at landområderne affolkedes i takt med, at landbruget blev mekaniseret. Selv, om befolkningen i Hadsund voksede, gik det ikke hurtigt nok til at kunne opveje afvandringen af landområderne.
I 1960'erne var man begyndt at tage de første skridt i den industrielle udvikling af Hadsund. I 1970'erne var man i gang med at få industri oprettet i byen. Det gjaldt nu om af fastholde og etablere industrier. I løbet af de de næste fire år blev der etableret hele 7 virksomheder i Hadsund.
Den voksende industri krævede også ordentlige muligheder for transport til og fra Hadsund. Efter, at jernbanen blev nedlagt, havde
landevejstrafikken også fået en væsentlig større betydning end tidligere. Det gjaldt både persontransport med busser og godstransport med lastbiler. De centrale gader i Hadsund var ikke bygget til at tage alt den tunge trafik, så efter, at jernbaneskinnerne var taget op ved stationen og nordpå, anlagde man en ny omfartsvej på det tidligere jernbaneareal sydøst om byen fra broen og frem til Alsvej lige nordøst for Sindholt.
Men det største problem i mange år havde trods alt været den gamle Hadsundbro. Den bød industrien uacceptable transportforhold mod syd. Den 1. maj 1973 vedtog Folketinget endeligt et broprojekt, som blev fremlagt i 1972. I 1974 underskrev Vejdirektoratet en kontrakt med borgmester Tage Jespersen om anlæggelse af en ny bro. Prisen var 32,4 millioner DKK. Allerede to måneder senere i juli 1974, påbegyndte man byggeriet af den nye bro.
I 1976 blev den gamle svingbro fra 1904 erstattet af den nye klapbro. Samme år blev Hadsund Butikscenter indviet. Det var indrettet i Brdr. Johan & Axel Hornbechs gamle marmeladefabriks bygninger, der var blevet opførte i 1898. Den 9. december 1974 flyttede virksomheden ud i industrikvarteret Hadsund Nord.
I 1984 blev der etableret et vandrerhjem i byen. I 1990 blev størstedelen byens hovedgade Storegade lavet om til gågade.

## 100-års jubilæum (1954)
Onsdag den 1. december 1954 kunne Hadsund fejre 100-års jubilæum. I den anledning udgav Hadsund Folkeblad en særlig jubilæumsudgave af avisen.

## 150-års jubilæum (2004)
Onsdag den 1. december 2004 fyldte Hadsund 150 år. I 2004 fejrede man faktisk jubilæet hele året. På selve dagen den 1. december, blev bogen "Hadsund - en by bliver til" udgivet og præsenteret ved en reception på den gamle skole nu Hadsund KulturCenter. I 2004 fejrede man også Hadsundbroens 100 års-jubilæum. Den aften var det fakler på broen og flere holdt taler dernede. Man havde taget det gamle tågehorn fra den gamle bro med derned, så der blev "truttede" lidt for broen.

## Byens navn
Oprindelsen til navnet Hadsund kendes ikke med sikkerhed. En sandsynlig forklaring er, at landsbyen Haderup på sydsiden af fjorden 500 meter fra Hadsund Syd, har givet navn til det smalle sund ved byen, altså Haderup Sund, som jo nemt kunne blive forkortet til Hadsund. Sundhusene sådan blev de første gårde kaldt omkring 1700. Først i 1850'erne gik betegnelsen Sundhusene hurtigt ud af brug og man begyndte at omtale disse huse og gårde som Hadsund Husene ligesom man med bebyggelsen syd for fjorden.
Stednavnet "Hadsund" har oprindeligt været betegnelsen på farvandet eller det smalle sund og blev senere brugt til bebyggelse, der lå både nord og syd for sundet. Første gang navnet Hadsund bliver nævnt i skriftlige kilder er i et tingsvidne læst på Hindsted Herreds ting den 3. september 1467. I 1467 stavedes navnet Haddeswnth, i 1478 Hadswnd, i 1487 Hadsvnd, i 1581 Hatzsund, og i 1700 Hatsund. 

## Historiske bygninger

### Hadsund Bryggeri
I 1868 oprettede Jacob Møller Hadsund Bryggeri, der blandt andet bryggede Hadsund Hvidtøl, Hadsund Påskehvidtøl, Hadsund Bord-Øl, Hadsund-Øl og Hadsund Jule-Øl. Hadsund Bryggeri blev overtaget af Carlsberg i 1970'erne. Bryggeriet var i drift frem til 1976, da det bukkede under i konkurrencen med de store bryggerier. Bygningerne, der rummede øl- og mineralvandsfremstilling, blev revet ned i 1978. Hadsund Jule-Øl eller Hadsund Jule Hvidtøl bliver stadig lavet; den kendes i dag som Tuborg Julebryg.

### Hadsunds første skole
En vigtig servicefunktion, der blev flyttet til Hadsund i 1870'erne, var skolen. I 1853 blev der oprettet en skole i Søndergården, og den blev skole for byens børn indtil ca. 1880 da der blev bygget en skole i Østergade som den gang hed Skolegade. i 1911 der blev bygget en ny skole på Kirkegade ved siden af kirken, og den gamle skole i Østergade blev indrettet til beboelse og senere igen forretningslokaler, bygningen er ejes i dag af "Østergades Farvehandler". Skolen i Kirkegade den blev også for lille og for gammel. I 2003 begynde byggeriet af en ny skole i den østlige del af byen ved Molhøj den stod færdig i 2004 og har i dag ca. 800 elever.

### Købmandsgårde
En række af byens gamle købmandsgårde præger stadig bybilledet. Længst oppe ad Storegade ligger således pakhuset, Carlshåb, der blev bygget i 1855 af Sophus Gjerløff. Sydvest for ligger købmand Jacob Møllers Gård fra 1878, og på vejen mod Hobro vest det gamle Hotel Hadsund, ligger en gul bygning, Det er stuehuset til Hadsunds første købmandsgård, der blev opført af den gamle færgegårds ejer, Chr. H. Lund i 1850.

#### Købmandsgaarden Carlshåb
Købmandsgaarden Carlshåb ligger i Storegade er byens første og ældste Købmandsgård, bygget i 1855 af Sophus Gjerløff (1837-1910). Den blev bygget på bar mark, på første sal var der kornmagasin. Gården var bygget i to stokværk med stort kornloft. Kvisten er senere tilføjet. Købmandsgaarden blev engang i 1960 indrette til butik, I dag bruges den af Sparekassen Vendsyssel.

### Hotel Hadsund
Hotel Hadsund, også kaldet Hadsunds Vugge, blev bygget i 1855 af Konsul Sørensen som grundlagde færgestedet i 1854. Hotellet eksisterede frem 2007 da det ikke længere kunne gå rundt. I dag står kun hovedbygningen tilbage, da det var meningen, at hotellet skulle rives ned tilbage i 2008, men der kunne ikke blive enighed om at rive det ned. Hotel Hadsund stod frem til 2010 da de begyndte at rive hallen ned, men så besluttede kommunen sig for at købe Hotel Hadsund og bevare hotellet. Hotel Hadsund bliver Mariagerfjord Kommunes nye genoptræningscenter og Sundhedshus i Hadsund. Genoptræningscenteret bliver der indrettet med 12 lejligheder for psykisk handicappede. Genoptræningscenteret skal stå færdig i sommeren 2013. Kun de fire ydermure er bevaret i den 157 år gamle hotelhovedbygning. al indmad er udskiftet i bygningen. Den renoverede hovedbygning og nybygningen skal ikke blive ved med at hedde Hotel Hadsund, som udvalgsformand Poul Bergmann havde foretrukket. Valget står mellem Konsul Sørensens Gård eller L. B. Sørensens Gård. Konsul Sørensen fik en søn som han overlod Hotel Hadsund til efter han. Om det bliver farens eller sønnens navn, der nyder fremme, afsløres, når stedet hen på foråret indvies. Sundhedscenteret åbner dørene den 3. marts 2013.

### Hadsund Kirke
Midt i Hadsund ligger Hadsund Kirke, som er en centralkirke fra 1898 med korsformet grundplan og et centralt tårn, tegnet af arkitekt C.A. Wiinholt. Da Kirken blev bygget sidst i 1800-tallet lå den uden for byen med marker på alle sider af kirken. Men som tiden gik, blev Hadsund større og større. I dag ligger kirken midt i Hadsund. På Hadsund Kirkegård, som ligger ved siden af kirken, ligger Hadsunds kendte købmænd Jacob Møller og Chr. Hornbech begravet. Cirka 15 meter syd for kirken ligger Hadsund Menighedscenter. Der er adgang til kirken via Kirkegade som ender ved Østergade.

### Det Gamle Maskinsnedkeri
Det Gamle Maskinsnedkeri er bygget i 1920 er sammen med nabo bygningen Hadsund Antikvariat det første tegn på industri i Hadsund. Det Gamle Maskinsnedkeri har fået navnet efter virksomheden Hadsund Maskinsnedkeri som byggede bygningen i 1920. i 2006 flyttede Hadsund Maskinsnedkeri til en ny bygning i den østlige del af Hadsund, bygningen har siden den tid stået tom. Først i januar 2013 kom det frem at Mariagerfjord Kommune vil nedrive bygningen sammen med Hadsund Antikvariat og det nedlagte slagteri Danish Crown som lukkede i november 2012. Det Gamle Maskinsnedkeri og Hadsund Antikvariat bliver erstattet af en stor parkeringsplads.

### Hadsund Nord Station
Hadsund Nord Station var bygget som endestation for Aalborg-Hadsund Jernbane - AHJ, der blev indviet 1. december 1900. Fire år senere, 19. december 1904, blev AHJ forlænget til Hadsund Syd Station med åbningen af Hadsundbroen. Hadsund Syd Station havde fra 10. oktober 1883 været endestation for Randers-Hadsund Jernbane - RHJ. I Hadsund Syd mødtes togene fra de to baner indtil ombygningen af Hadsundbroen i 1927. Da overtog RHJ AHJs andel af Hadsundbroen, og togene fra Randers fortsatte derefter til Hadsund Nord Station, der frem til banernes lukning var mødestedet for de to baners tog.
Stationsbygningen i Hadsund Nord var tegnet af arkitekt Thomas Arboe. Bygningen ligner Nibe Station, ibrugtaget i 1899 af Aars-Nibe-Svenstrup Jernbane - ANSJ, så meget, at fotos af de to stationer lader sig forveksle.
Hadsund Nord fungerede som jernbanestation indtil 31. marts 1969, da begge baner blev nedlagt. Stationsbygningen blev efter de to baners nedlæggelse overtaget af Hadsund Kommune og indrettet til rutebilstation, med holdeplads for rutebilerne på en del af det tidligere sporareal på sydsiden af stationsbygningen.
Den pompøse stationsbygning i røde teglsten blev nedrevet i 1985 og erstattet af en nybygget rutebilstation med kiosk, toilet, ekspeditions og venterum. Denne bygning, også i røde teglsten, måtte allerede før den blev 20 år gammel, vige for nye og endnu en gang ændrede planer for det gamle baneareals benyttelse, i øvrigt sammen med endnu nyere bygninger, der var opført på det tidl. baneareal for datavirksomheden Dator, og som senere rummede en daginstitution.
I dag deler Fakta og Hadsund Busstation bygning på den oprindelige jernbanestations position. Resten af det tidl. baneareal bruges - foruden omfartsvejen - også af supermarked og tilhørende p-pladser.

### Hadsund Bank
Hadsund Bank (bygning) er en af Hadsunds vigtigste bygninger, tegnet af arkitekt Morten Skøt i 1905. Bygningen blev oprindeligt brugt af bankselskabet Hadsund Bank som blev stiftet som aktieselskab i 1905. Hadsund Bank gik konkurs i 1931, men der har lige siden været bankvirksomhed i bygningen, for Hadsund Bank blev overtaget af Aalborg Diskontobank. I dag holder Jutlander Bank til i bygningen.

## Historiske indbyggertal
På Himmerlandssiden af Hadsund bor 5.051 (2019) indbyggere og i Hadsund Syd på Kronjyllandsiden bor 469 (2019).
Byen voksede i perioden 2017-2018 med 146 nye indbyggere, det er dermed det største antal siden 1980'erne. Dels skyldes det Bostedet Hadsund i østbyen, men samt også de mange nye lejligheder på byens havn.
Hadsunds indbyggertal har været dalende siden finanskrisen i 2008, faktisk nåede indbyggertallet at falde med 201 indbyggere i perioden mellem 2007-2017 er at flere større virksomheder er lukket eller flyttet fra byen. Der kan blandt andet nævnes Uponor i 2009 Scandic Food i 2010 samt Danish Crown i 2012.
Indbyggertal fra 1801-2012 
| År   | Antal boliger     | Antal indbyggere | Fra/til |
| ---- | ----------------- | ---------------- | ------- |
| 1787 | 8                 | 41               | -       |
| 1801 | 7                 | 42               | +1      |
| 1834 | 7                 | 31               | -11     |
| 1840 |                   | 49               | +18     |
| 1860 |                   | 170              | +121    |
| 1870 |                   | 270              | +100    |
| 1880 |                   | 390              | +120    |
| 1890 | 110 gårde og huse | 701              | +311    |
| 1901 |                   | 976              | +275    |
| 1906 |                   | 1.061            | +85     |
| 1911 |                   | 1.533            | +472    |
| 1916 |                   | 1.822            | +289    |
| 1921 | 376               | 1.971            | +149    |
| 1925 |                   | 2.280            | +309    |
| 1930 |                   | 2.415            | +444    |
| 1935 |                   | 2.736            | +321    |
| 1940 |                   | 2.846            | +110    |
| 1945 |                   | 3.058            | +212    |
| 1950 |                   | 3.504            | +446    |
| 1955 | 1.175             | 3.484            | -20     |
| 1960 |                   | 3.424            | -60     |
| 1965 |                   | 3.707            | +283    |
| 1986 |                   | 4.000            | +293    |
| 1997 |                   | 5.103            | +1.103  |
| 2006 |                   | 5.526            | +423    |
| 2011 |                   | 5.519            | -7      |
| 2012 |                   | 5.457            | -62     |
| 2013 | 2.593             | 5.383            | -74     |
| 2014 | 2.595             | 5.360            | -23     |